# Xã Pike, Quận Clearfield, Pennsylvania
Xã Pike (tiếng Anh: Pike Township) là một xã thuộc quận Clearfield, tiểu bang Pennsylvania, Hoa Kỳ. Năm 2010, dân số của xã này là 2.311 người.